# Раково (Сливенська область)
Ра́ково (болг. Раково) — село в Сливенській області Болгарії. Входить до складу общини Сливен.

## Населення
За даними перепису населення 2011 року у селі проживали 36 осіб.
Національний склад населення села:
| Національність   | Кількість осіб | Відсоток |
| ---------------- | -------------- | -------- |
| болгари          | 31             | 86,1 %   |
| турки            | 0              | 0 %      |
| інша             | 4              | 11,1 %   |
| Всього відповіли | 36             |          |

Розподіл населення за віком у 2011 році:
Динаміка населення: